# Codex Alimentarius Austriacus
Der Codex Alimentarius Austriacus (Österreichisches Lebensmittelbuch, ÖLMB) ist eine Sammlung von Leitsätzen, in denen Herstellung, Beschaffenheit und Merkmale von Lebensmitteln beschrieben werden. Er dient zur Veröffentlichung von Sachbezeichnungen, Begriffsbestimmungen, Untersuchungsmethoden und Beurteilungsgrundsätzen sowie von Richtlinien für das „Herstellen und Inverkehrbringen von Waren“. Diese können auch in elektronischer Form veröffentlicht werden (§ 76 Lebensmittelsicherheits- und Verbraucherschutzgesetz – LMSVG, BGBl. I Nr. 13/2006 idgF).
Der Codex Alimentarius Austriacus war richtungweisend für den späteren Codex Alimentarius Europaeus, welcher wiederum bedeutenden Einfluss auf die Einführung des weltweiten Codex Alimentarius hatte, das heutige Standardwerk von Ernährungs- und Landwirtschaftsorganisation und Weltgesundheitsorganisation.
In Deutschland gab es das ähnliche Deutsche Nahrungsmittelbuch in drei Auflagen 1905, 1909 und 1922. Seit 1965 gibt es mit dem Deutschen Lebensmittelbuch und der Deutschen Lebensmittelbuch-Kommission (DLMBK) eine vergleichbare Einrichtung. Es besteht aus einer Sammlung von „Leitsätzen“ zu den wichtigsten Lebensmittelgruppen.

## Rechtsnatur
Das Österreichische Lebensmittelbuch ist aus rechtlicher Sicht als „objektiviertes Sachverständigengutachten“ einzustufen. Es ist keine Rechtsvorschrift im engeren Sinn. Er wurde von der Rechtsprechung als Referenz verwendet, beginnend mit der Entscheidung des OGH SSt 16/36, wonach dem Codex zwar weder Gesetzes- noch Verordnungskraft, wohl aber dem Gericht gegenüber die Bedeutung eines Sachverständigengutachtens zukomme (eingehend SSt 38/36).

## Zustandekommen
Zur Beratung des zuständigen Bundesministers in Angelegenheiten sämtlicher lebensmittelrechtlicher Vorschriften, einschließlich Hygienerichtlinien, sowie zur Vorbereitung des ÖLMB (Codex Alimentarius Austriacus) ist eine Kommission (Codexkommission) einzurichten. Gemäß § 77 LMSVG setzen sich die Mitglieder neben den Mitarbeitern des Bundesministerium für Gesundheit und Frauen (Österreich) (BMGF) und der Österreichischen Agentur für Gesundheit und Ernährungssicherheit GmbH (AGES) oder den Lebensmitteluntersuchungsanstalten der Länder und den nach § 73 LMSVG berechtigten Lebensmittelgutachter aus Vertretern
- bestimmter Bundesministerien:
  - Bundesministerium für Justiz
  - Bundesministerium für Land- und Forstwirtschaft, Umwelt und Wasserwirtschaft
  - Bundesministerium für Soziales, Gesundheit, Pflege und Konsumentenschutz
  - Bundesministerium für Wissenschaft, Forschung und Wirtschaft
  - Bundesministerium für Finanzen
- der Bundesländer
- der Wirtschaftskammer Österreich
- der Landwirtschaftskammer Österreich
- der Bundesarbeitskammer
- des Vereins für Konsumenteninformation
- des Österreichischen Gewerkschaftsbundes
- der Vereinigung Österreichischer Industrieller
- der Österreichischen Tierärztekammer

und Vertretern der einschlägigen Wissenschaften zusammen.
Ihre Tätigkeit ist ehrenamtlich.
Die Codexkommission arbeitet nach einer vom Bundesministerium für Gesundheit und Frauen gemäß § 77 Abs. 8 LMSVG erlassenen Geschäftsordnung.
Zur fachlichen Unterstützung und Vorbereitung ihrer Beschlüsse setzt die Codexkommission Unterkommissionen und Arbeitsgruppen ein, die unter Beteiligung von Fachexperten Codexkapitel, -richtlinien, -leitlinien und -empfehlungen ausarbeiten. Diese werden nach Befassung des Koordinationskomitees der Plenarversammlung der Codexkommission zur Beschlussfassung vorgelegt und vom Bundesminister für Gesundheit erlassmäßig veröffentlicht. Aufgabe des Koordinationskomitees ist, Entwürfe auf Überschneidungen mit bestehenden Codextexten und auf Übereinstimmung mit den einschlägigen Rechtsvorschriften zu überprüfen.

## Geschichte
Der Codex geht zurück auf das Jahr 1891. Am 12. Oktober 1891 fand in der k.k. Akademie der Wissenschaften unter dem Vorsitz von Ernst Ludwig eine Versammlung von Nahrungsmittelchemikern und Mikroskopikern statt, in der die Weichen für die Gründung einer wissenschaftlichen Kommission gestellt wurden, die den Codex Alimentarius Austriacus ausarbeiten sollte. Die am 13. Oktober 1891 konstituierte wissenschaftliche Kommission für die Erstellung des Codex Alimentarius Austriacus schuf bis zu ihrer letzten Sitzung, die am 15. April 1898 stattfand, 21 Entwürfe für Codexkapitel. Dieses Forum, das den ersten Ansatz für den Codex zusammenstellte, bestand aus Chemikern und Vertretern verwandter Wissenschaften. Es waren jedoch keine Vertreter irgendwelcher wirtschaftlicher oder anderer Interessengruppen eingebunden.
Aufgrund des steigenden Drucks der Wirtschaft wurde am 10. April 1907 die Codexkommission im Ministerium des Inneren offiziell konstituiert.
Zwischen 1911 und 1917 wurde die I. Auflage des ÖLMB (Codex Alimentarius Austriacus) in drei Bänden herausgegeben und umfasste 55 Kapitel. Der Vorsitzende der Codexkommission war Hofrat Franz Wilhelm Dafert Ritter von Senseltimmer.
Das Innenministerium hat dazu im Einführungserlass die Ziele des Codex formuliert. Diese sind heute noch gültig und lauteten in der damaligen Formulierung:
Der Codex soll
1. den Produzenten und Händlern als Informationsquelle über die Kriterien, nach denen die amtliche Kontrolle vorgeht, dienen;
2. den staatlichen Lebensmitteluntersuchungsanstalten und den mit der Lebensmittelkontrolle betrauten staatlichen Organen eine Richtschnur in ihrer Vorgangsweise sein;
3. für nach dem Lebensmittelgesetz entscheidende Richter als ein nicht bindender, aber informativer fachtechnischer Behelf sein.

Aufgrund der starken Veränderungen des Warenverkehrs während und nach dem Ersten Weltkrieg wurde im Jahr 1921 vom Bundesministerium für soziale Verwaltung eine Neuauflage in die Wege geleitet. Der Wirtschaft war es sehr wichtig die Neuauflage des Codex voranzutreiben. So hat die Lebensmittelwirtschaft in den Inflationsjahren 1923 und 1924 sogar das Bundesministerium für soziale Verwaltung für die Codexaktivitäten finanziell unterstützt, nachdem auf Grund der Sparzwänge des Staates die finanzielle Basis für die Codexarbeit nicht mehr gewährleistet war. Die II. Auflage umfasste 48 Kapitel, die zwischen 1926 und 1938 veröffentlicht wurden.
Seit dem Anschluss Österreichs galt das deutsche Lebensmittelrecht.
Nach dem Zweiten Weltkrieg wurde die Codexkommission unter dem Vorsitz von Franz Zaribnicky (Vorstand der Lehrkanzel für Milchhygiene an der Tierärztlichen Hochschule Wien) neu konstituiert.
1950 wurde das Lebensmittelgesetz so novelliert, dass erstmals für den Codex und die Codexkommission eine rechtliche Basis geschaffen wurde. In dieser Novelle wurde auch die Zusammensetzung der Kommission geregelt. Vorsitzender, der im März 1951 konstituierten Kommission wurde Hans Frenzel. Als Hauptaufgabe wurde mit der Herausgabe der III. Auflage des ÖLMB begonnen.
Im Jahr 1953 wurden durch Erlass des Bundesministeriums für Soziale Verwaltung die Lebensmittelkontrollore und Untersuchungsanstalten zur Beachtung des Codex verpflichtet.
Zwischen 1963 und 1967 konnte die Codexkommission nicht einberufen werden, da sich die drei Kammern (Arbeiterkammer, Landwirtschaftskammer und Handelskammer) nicht auf die Person des einen, ihnen gesetzlich zustehenden, geprüften Lebensmittelchemiker in der Codexkommission einigen konnten. In dieser Zeit wurde den beteiligten Verkehrskreisen deutlich vor Augen geführt, welche Probleme sich ergeben können, wenn die Codexkommission als Plattform zum Ausdiskutieren von auftretenden Schwierigkeiten im Lebensmittelverkehr nicht mehr zur Verfügung steht.
Mit dem Lebensmittelgesetz 1975 wurden die Aufgaben der Codexkommission erweitert. Neben ihrer Aufgabe für die Herausgabe des ÖLMB wurde sie auch zum Beratungsgremium des zuständigen Bundesministers.
Nach dem Beitritt Österreichs zur EU (1995) und der damit verbundenen Übernahme lebensmittelrechtlicher Bestimmungen der EU wurde der Codex entsprechend angepasst. Aufgrund der rechtlichen Rahmenbedingungen wurde dazu übergegangen, Codexergebnisse auch in Form von Richtlinien, Leitlinien und Empfehlungen zu veröffentlichen.
Der Codex dokumentiert nach wie vor die „allgemeine Verkehrsauffassung“ zu Lebensmitteln und hat die rechtliche Bedeutung eines „objektivierten Sachverständigengutachtens“ (OGH, 9. April 1991, ÖBl 1991, 232; OGH, 13. Mai 1997, ÖBl 1998, 17). Eine darüber hinausgehende Bedeutung kommt ihm nicht zu.
Nach dem Inkrafttreten des LMSVG im Jahr 2006, mit dem der Kreis der Vertreter in der Codexkommission nochmals erweitert wurde, begann die Herausgabe des ÖLMB in der IV. Auflage.
Das ÖLMB wird laufend aktualisiert, und die bestehenden Kapitel werden in Hinblick auf die neue gültige Rechtslage hin überarbeitet.